# Verpulus promeus
Verpulus promeus is een hooiwagen uit de familie Sclerosomatidae.